# Penstemon euglaucus
Penstemon euglaucus är en grobladsväxtart som beskrevs av C. S. English. Penstemon euglaucus ingår i släktet penstemoner, och familjen grobladsväxter. Inga underarter finns listade i Catalogue of Life.